# Рындин, Виктор Васильевич
Виктор Васильевич Рындин (7 августа 1942, село Пролетарское — 15 октября 2018, Жуковский) — советский военнослужащий, майор, заслуженный лётчик-испытатель СССР.

## Профессиональная биография
С 1959 по 1961 год проходил обучение в Харьковском авиационном институте и завершил два курса.
В августе 1961 года начал службу в вооружённых силах СССР, а в 1965 году окончил Черниговское военное авиационное училище лётчиков (ВВАУЛ), после чего остался работать в нём лётчиком-инструктором.
В 1970 году перешёл с военной службы в запас, в 1971 году отучился в Школе лётчиков-испытателей МАП, а в 1975 году окончил Московский авиационный институт.
После окончания Школы лётчиков-испытателей начал работать пилотом-испытателем в ОКБ имени А. И. Микояна и с 1971 года принимал участие в испытаниях самолётов МиГ-21, МиГ-23, МиГ-25, МиГ-27, МиГ-29, МиГ-31 и многих их модификаций. Кроме этого занимался испытательной работой с комплексами авиационного вооружения, навигации, электронного оснащения и т. д. Участвовал в определении лётно-технических характеристик самолётов, работал инженером ОКБ Микояна. За всё время работы освоил не менее 70 типов летательных аппаратов.
Проживал в городе Жуковский Московской области. Похоронен на Быковском мемориальном кладбище.

## Награды
Имеет ряд высоких правительственных наград:
- Орден Октябрьской Революции (3.11.1988),
- Орден Трудового Красного Знамени (23.07.1981),
- «Знак Почёта» (9.09.1976),
- медали.